# 11e division SS Nordland
Ne doit pas être confondu avec 6e division SS Nord.
Pour les articles homonymes, voir Nordland.
La 11e division SS « Nordland » ou la division « Nordland » (appellation allemande complète : la 11. SS-Freiwilligen-Panzergrenadier-Division « Nordland » ; traduction littérale : la « 11e division SS d'infanterie mécanisée de volontaires Nordland ») est l'une des 38 divisions de la Waffen-SS durant la Seconde Guerre mondiale.
Il s'est agi d'une division de Panzergrenadier (infanterie mécanisée), notamment composée de volontaires scandinaves, d'où le nom qui lui a été attribué.
Elle a combattu dans les Balkans et sur le front de l'Est.
D'autres nationalités, que celles scandinaves (Norvégiens, Danois, Suédois, quelques Finlandais), ont été représentées dans ses rangs ; à la fin de la guerre, on a constaté probablement la plus grande diversité d'origines qui soit : Allemands, Estoniens, Lettons, Hongrois, Roumains, Néerlandais, Français, Espagnols, Suisses, quelques Britanniques.

## Historique

### La formation de la «Nordland»
Conformément à la directive du Reichsführer-SS Himmler datant du 11 février 1943 qui ordonne le rassemblement de tous les combattants scandinaves dans une même unité, la division Nordland est formée à Grafenwöhr en Bavière à partir de diverses unités de la Waffen-SS : la base de la nouvelle unité est le régiment « Nordland » de la 5e division SS Wiking, qui est détaché de son ancienne division et auquel sont incorporées deux autres unités de volontaires scandinaves, la « SS-Freiwilligen-Legion Norwegen » et le Freikorps Denmark. Fritz von Scholz, qui était déjà à la tête du régiment « Nordland » au sein de la division « Wiking » depuis sa création fin 1940, en prend le commandement. L'entrainement est achevé dès le mois d'août, puisque de nombreux vétérans étaient déjà enrôlés depuis 1941.

### Le baptême du feu dans les Balkans
En septembre 1943, la « Nordland » connaît ses premiers combats en Croatie, en soutien de la 7e division SS Prinz Eugen dans les actions contre les partisans yougoslaves de Tito. Avec l'armistice signé par l'Italie, la division participe au désarmement des troupes italiennes dans le Nord du pays. Elle quitte la région pour rejoindre le front de l'Est en novembre.

### La «Nordland» à Leningrad et dans les pays baltes
La « Nordland » est déplacée dans le secteur de Leningrad en janvier 1944 en étant intégrée au III. SS-Panzer-Korps (3e corps blindé SS) de l'Obergruppenführer Felix Steiner. Le corps blindé n'est alors qu'au début de sa formation et les combattants de la Nordland en constituent le principal élément. Sa mission est de soutenir deux divisions terrestres de la Luftwaffe qui participent au siège de la deuxième ville d'URSS. En effet, ces unités sont dans l'incapacité de résister à l'offensive finale soviétique du 14 janvier lancée par la 2e armée de choc dans le but de dégager Leningrad et la Nordland apporte son soutien dans ce cadre. À Gubianzy, un détachement blindé de l'unité rencontre une formation de soixante chars soviétiques T-34 : cinquante de ceux-ci sont détruits et les « volontaires germaniques » de la Nordland ne déplorent aucune perte. Mais ce n'est qu'un succès ponctuel et l'Armée rouge continue sa progression : le 16 janvier, la Nordland se replie sur la rivière Luga, le 25 janvier le premier bataillon du régiment « Danmark » est anéanti et le 30 janvier toute l'unité rejoint Narva. La division participe ensuite aux combats de l'été 1944 pour Narva, connus sous le nom de « bataille des SS européens ». En effet, le corps blindé SS de Steiner possédait dans la nomenclature l'adjectif « germanique » car, au sein du corps, la Nordland se battait avec les Flamands du « Kampfgruppe Rehmann » de la « 6. SS-Freiwilligen-Sturmbrigade Langemarck » (la 6e brigade d'assaut de volontaires Langemarck) et les Hollandais de la « 4. SS-Freiwilligen-Panzergrenadier-Brigade Nederland » (la 4e brigade d'infanterie mécanisée de volontaires Nederland). Le corps est rejoint pour la bataille par les deux divisions SS de grenadiers lettons (les 15e et 19e) et la 20e division SS de grenadiers estoniens. Au cours de cet engagement, le Gruppenführer Fritz von Scholz, qui commande la Nordland, est tué le 27 juillet. La Nordland se replie alors en Lettonie et participe à partir du 23 septembre à la défense de Riga. En octobre, elle se retrouve piégée dans la poche de Courlande avec tout le Heeresgruppe Nord.

### Les derniers combats de 1945
La Nordland parvient à être évacuée de la poche de Courlande et retourne au combat sur le front de l'Oder au début de l'année 1945. Heinz Guderian mobilise la division pour l'opération Sonnenwende, laquelle se solde par un échec. Une partie de l'unité figure, avec notamment à ses côtés les rescapés français de la 33e division SS « Charlemagne », parmi les derniers défenseurs du Führerbunker de Hitler à Berlin, ce face à l'assaut des troupes soviétiques. Le reste de la division se rend aux Occidentaux le 2 mai 1945.

### Théâtres d'opérations
- Septembre - novembre 1943 : Croatie.
- Novembre 1943 - janvier 1944 : secteur de Leningrad.
- Janvier - juillet 1944 : secteur de Narva.
- Juillet - octobre 1944 : poche de Courlande.
- Janvier - mai 1945 : Poméranie et Berlin.

### Désignations successives
- Février 1943[1] : Kampfverband Waräger
- Mai 1943 : Germanische-Freiwilligen-Division
- Juin 1943 : SS-Panzergrenadier-Division 11 (germanische)
- Octobre 1943 : 11. SS-Freiwilligen-Panzergrenadier-Division Nordland

### Chefs de corps divisionnaires
| Début           | Fin             | Grade         | Nom                  |
| --------------- | --------------- | ------------- | -------------------- |
| 22 mars 1943    | 1er mai 1943    | Brigadeführer | Franz Augsberger     |
| 1er mai 1943    | 27 juillet 1944 | Gruppenführer | Fritz von Scholz     |
| 27 juillet 1944 | 25 avril 1945   | Brigadeführer | Joachim Ziegler (en) |
| 25 avril 1945   | 8 mai 1945      | Brigadeführer | Gustav Krukenberg    |

### Ordre de Bataille

#### Octobre 1943
- SS-Panzergrenadier-Regiment 23 « Norge »
- SS-Panzergrenadier-Regiment 24 « Danmark »
- SS-Panzer-Aufklärungs-Abteilung 11
- SS-Panzer-Abteilung 11
- SS-Panzerjäger-Abteilung 11
- SS-Pionier-Bataillon 11
- SS-Artillerie-Regiment 11
- SS-Flak-Abteilung 11

#### Décembre 1944
- SS-Panzergrenadier-Regiment 23 « Norge »
- SS-Panzergrenadier-Regiment 24 « Danmark »
- SS-Panzer-Abteilung 11 « Hermann von Salza »
- SS-Artillerie-Regiment 11
- SS-Panzer-Aufklärungs-Abteilung 11
- SS-Sturmgeschütz-Abteilung 11
- SS-Panzerjäger-Abteilung 11
- SS-FLAK-Abteilung 11
- SS-Pionier-Bataillon 11
- SS-Nachrichten-Abteilung 11
- SS-Nachschub-Truppen 11
- SS-Instandsetzungs-Abteilung 11
- SS-Wirtschafts-Abteilung 11
- SS-Kriegsberichter-Zug 11
- SS-Feldgendarmerie-Trupp 11
- SS-Feldersatz-Bataillon 11
- SS-Bewährungs-Kompanie 11
- SS-Sanitäts-Abteilung 11
- SS-Werfer-Bataillon 11
- SS-Jäger-Regiment 11

### Organigramme divisionnaire en 1944
| Unité - fonction                         | Chef d'unité                       | Successeur 1                       | Successeur 2                    |
| ---------------------------------------- | ---------------------------------- | ---------------------------------- | ------------------------------- |
| Komandeur                                | Gruppenführer Fritz von Scholz     | Brigadeführer Joachim Ziegler      | Brigadeführer Gustav Krukenberg |
| Officier-adjoint                         | Sturmbannführer Witten             | Sturmbannführer Bergfeld           |                                 |
| Chef d'État-major                        | Sturmbannführer Ziemssen           | Obersturmbannführer von Bockelberg |                                 |
| Quartier-maître                          | Sturmbannführer Vollmer            |                                    |                                 |
| Officier du matériel                     | Sturmbannführer Tiburtius          |                                    |                                 |
| Groupe de transmissions                  | Sturmbannführer Wëitzdörfer        | Obersturmbannführer Schlotter      | Hauptsturmführer Schnik         |
| SS-Pionier-Abteilung 11                  | Sturmbannführer Bunse              | Sturmbannführer Voss               |                                 |
| SS-Panzerjäger-Abteilung 11              | Sturmbannführer Roensch            | Sturmbannführer Schulz-Streek      |                                 |
| SS-FLAK-Abteilung 11                     | Sturmbannführer Plöw               | Sturmbannführer Kurz               |                                 |
| SS-Panzer-Aufklärungs-Abteilung 11       | Sturmbannführer Saalbach           |                                    |                                 |
| SS-Panzer-Abteilung 11 Hermann von Salza | Sturmbannführer Kausch             |                                    |                                 |
| SS-Artillerie-Regiment 11                | Obersturmbannführer Karl           |                                    |                                 |
| I. Grupp                                 | Hauptsturmführer Müller            |                                    |                                 |
| II. Grupp                                | Sturmbannführer Fischer            |                                    |                                 |
| III. Grupp                               | Sturmbannführer Potschka           |                                    |                                 |
| SS-Panzergrenadier-Regiment 23 Norge     | Obersturmbannführer Jörchel        | Sturmbannführer Stoffers           | Obersturmbannführer Knöchlein   |
| I. Bataillon                             | Sturmbannführer Finson             | Hauptsturmführer Vogt              |                                 |
| II. Bataillon                            | Sturmbannführer Krügel             | Sturmbannführer Scheibe            | Hauptsturmführer Bachmeier      |
| III. Bataillon                           | Sturmbannführer Lohmann            | Hauptsturmführer Gürz              | Hauptsturmführer Hoffmann       |
| SS-Panzergrenadier-Regiment 24 Danmark   | Obersturmbannführer von Westphalen | Obersturmbannführer Klotz          | Sturmbannführer Sörensen        |
| I. Bataillon                             | Sturmbannführer Martinsen          | Sturmbannführer Fischer            | Hauptsturmführer Wichmann       |
| II. Bataillon                            | Hauptsturmführer Walter            | Hauptsturmführer Hämel             | Hauptsturmführer Bergfeld       |
| III. Bataillon                           | Sturmbannführer Neegaard-Jacobsen  | Sturmbannführer Kappus             | Hauptsturmführer Ternedde       |

### Récipiendaires de laRitterkreuz
| Date              | Nom                    | Grade               | Unité             |
| ----------------- | ---------------------- | ------------------- | ----------------- |
| 5 février 1944    | Fritz Bunse            | Sturmbannführer     | Génie d'assaut    |
| 12 mars 1944      | Fritz von Scholz       | Brigadeführer       | Chef de corps     |
| 12 mars 1944      | Albrecht Krügel        | Sturmbannführer     | Norge             |
| 13 mars 1944      | Hans-heinrich Lohmann  | Sturmbannführer     | Norge             |
| 25 mars 1944      | Rudolph Saalbach       | Hauptsturmführer    | Reconnaissance    |
| 25 mars 1944      | Georg Langendorf       | Untersturmführer    | Reconnaissance    |
| 25 mars 1944      | Walter Seebach         | Obersturmführer     | Danmark           |
| 25 mars 1944      | Stoffers               | Obersturmbannführer | Norge             |
| 5 avril 1944      | Philipp Wild           | Oberscharführer     | Hermann von Salza |
| 25 juin 1944      | Heinz Hämel            | Hauptsturmführer    | Danmark           |
| 20 juillet 1944   | Egon Christopherson    | Unterscharführer    | Danmark           |
| 27 août 1944      | Josef Bachmaier        | Hauptsturmführer    | Norge             |
| 28 août 1944      | Paul-Albert Kausch     | Sturmbannführer     | Hermann von Salza |
| 5 septembre 1944  | Albert Hektor          | Oberscharführer     | Danmark           |
| 15 septembre 1944 | Joachim Ziegler (en)   | Brigadeführer       | Chef de corps     |
| 15 septembre 1944 | Hermann Potschka       | Sturmbannführer     | Artillerie        |
| 27 septembre 1944 | Friedrich-Wilhelm Karl | Obersturmbannführer | Artillerie        |
| 6 novembre 1944   | Martin Gürz            | Hauptsturmführer    | Norge             |
| 16 novembre 1944  | Kaspar Sporck          | Unterscharführer    | Reconnaissance    |
| 25 novembre 1944  | Richard Spörle         | Hauptsturmführer    | Norge             |
| 25 novembre 1944  | Siegfried Lüngen       | Hauptscharführer    | Norge             |
| 25 novembre 1944  | Fritz Knöchlein        | Obersturmbannführer | Norge             |
| 20 avril 1945     | Willi Hund             | Obersturmführer     | Norge             |
| 29 avril 1945     | Karl-Heinz Gieseler    | Untersturmführer    |                   |
| 2 mai 1945        | Karl Schultz-Streeck   | Sturmbannführer     | Panzerjäger       |